# Барское-Махрово
Барское-Махрово — деревня в Буйском районе Костромской области. Входит в состав Барановского сельского поселения.

## География
Находится в западной части Костромской области на расстоянии приблизительно 8 км на восток по прямой от районного центра города Буй.

## История
В 1872 году здесь (тогда усадьба Барское) было учтено 8 дворов, в 1907 году (уже деревня Махрово-Борская) — 17.

## Достопримечательности
Недалеко от деревни находится Никольский погост с церковью Николы-Быстрого.

## Население
Постоянное население составляло 43 человека (1872 год), 90 (1897), 88 (1907), 5 в 2002 году (русские 100 %), 12 в 2022.